# خاقاني
خاقاني(اسمه الكامل: أفضل‌ الدين إبراهيم بن علي الشرواني) (بالأذرية: Əfzələddin İbrahim Əli oğlu Xaqani Şirvani) من شعراء الأذربيجانية في القرن الثاني عشر الميلادي، مشهور بصعوبة أشعاره وخفاء معانيها وأغلب منظوماته من نوع القصائد ولكنه نظم مثنوياً طويلاً أسماه تحفة العراقين وصف فيه حجه إلى مكة باللغة الفارسية.

## حياته
ولد خاقاني في مدينة شروان (حاليا شاماخي، في وقت سابق دولة شروانشاه) بأذربيجان في 1120. وكان أبوه نجاراً وكانت أمه مسيحية من النساطرة اعتنقت الإسلام وكانت تشتغل طاهية. وكان جده نساجاً، وكان عمه طبيباً اسمه ميرزا كافي بن عثمان وإليه يرجع الفضل في تأديبه وتثقيفه. وفي سن مبكرة تركه أبوه فاهتم عمه بالعناية به وتولي تنشئته وتربيته ثم علمه مبادئ العلوم والطلب والنجوم والفلسفة. وقد قاسي في تعليمه الكثير لأنه كان علي شاكلة أهل عصره وبيئته يريد ألا يفسد الطفل ولو اضطر إلى استعمال العصاة والمقرعة. فلما بلغ خاقاني الخامسة والعشرين من عمره مات عمه ولم يتجاوز الأربعين من عمره فانقطعت بموته تربية الشاعر ووقف تعليمه.
ولكن خاقاني مدين في براعته في النظم إلى أستاذ آخر هو أبو العلاء الكنجوي أحد شعراء منوجهر شروانشاه وقد قدمه هذا الشاعر إلى مولاه فأذن له أن يغير تخلصه الذي عرف به باسم حقائقي إلى هذا اللقب الفخم الذي أصبح يعرف به وهو خاقاني. وقد زوج أبوالعلاء ابنته من تلميذه الخاقاني.
سافر خاقاني إلى مكة المكرمة والمدينة المنورة مرتين. وعندما عاد خاقاني إلى شروان غضب عليه ملكها أختسان فأمر بحبسه في قلعة شابران حيث أنشأ حبسياته المعروفة.
دفن الخاقاني في مقبرة الشعراء في سرخاب بالقرب من تبريز بحوار الشاعرين المعروفين ظهير الدين الفاريابي وشابور نيسابوري.
كان الخاقاني متصلاً بملوك خوارزم ويثبت ذلك وجود جملة قصائد من قصائده في مدج إلى خوارزمشاه وفي مدح شاعره المعروف رشيد الدين الوطواط.

## مؤلفاته
من أشهر مؤلفاته:
- تحفة العراقين: وصف فيه حجه إلى مكة للحج للمرة الثانية ووصف فيه المدينة. وقد زار خاقاني مدينة أصفهان أثناء عودته من الحج فأنشأ قصيدة أخرى كلها مدح وثناء على أصفهان والإصفهانيين.
- ديوان: أسلوبه في الديوان غامض في العادة، كثير التصنع حتى ليقال إنه يغرق في التكلف. في إحدى قصائده يظهر خاقاني معرفته بالدين المسيحي ومراسمه ويرغب في أن يلتحق بخدمة امبراطور بيزنطة وأن يعتنق الديانة المسيحية. وفي قصيدة أخرى يذكر إنه يحيي تعاليم زرادشت وماني.